# Max Euwe

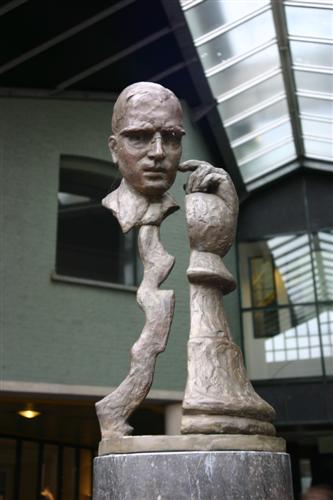
Max Euwe

Machgielis (Max) Euwe (n. 20 mai 1901, Amsterdam, Țările de Jos – d. 26 noiembrie 1981, Amsterdam, Țările de Jos) a fost un mare maestru internațional neerlandez de șah și fost campion mondial (1935-1937).

## Legături externe
- Materiale media legate de Max Euwe la Wikimedia Commons
- Max Euwe at ChessGames.com
- Machgielis Euwe Euwe's biography
- Max Euwe Centrum, Amsterdam
- Remembering Max Euwe (PDF). Personal reminiscences of GM Genna Sosonko on the 100th anniversary of Euwe's birth.
- Machgielis (Max) Euwe a short history of Euwe's playing career
- Chessbase article on the 1935 Alekhine-Euwe World Chess Championship match, with photographs and video (linked from YouTube).
- Visa with photo